# GenDESIGN
GenDESIGN (estilizado como genDESIGN) é um estúdio independente japonês de desenvolvimento de jogos eletrônicos localizado em Koto, Tóquio. O pequeno estúdio foi formado no verão (hemisfério norte) de 2014 por Fumito Ueda e consiste em pessoas que trabalharam nos jogos da Team ICO; Ico e Shadow of the Colossus. 
Trabalhando juntamente à SCE Japan Studio, eles deram continuidade ao desenvolvimento do jogo da Team ICO e Sony Computer Entertainment, The Last Guardian, com Ueda atuando como diretor criativo e diretor.
A missão do estúdio é "desafiar os limites da criatividade e as possibilidades do que um jogo pode ser, ambos com The Last Guardian e além."

## Desenvolvimento deThe Last Guardian
O foco principal do estúdio genDESIGN está na estética, enquanto também é responsável pela direção de level design, direção de animação, design de personagem, direção de arte, concept A, narrativa, storyboarding, pesquisa e desenvolvimento. SCE Japan Studio cuida do lado técnico e implementa a estética.

## Projetos Futuros
No meio da interrupção do desenvolvimento de The Last Guardian, Fumito Ueda explorou vários conceitos. Com The Last Guardian sendo o foco principal, os conceitos tiveram que esperar. Após o lançamento de The Last Guardian, Ueda poderá explorar estas ideias um pouco mais a fundo.
Em 12 de Dezembro de 2024, um trailer de anúncio de um novo jogo da GenDESIGN foi revelado durante o The Game Awards. 
Intitulado provisoriamente de "Project Robot", o trailer mostrava um protagonista escalando um robô gigante enquanto se preparava para resistir à uma misteriosa explosão. O jogo, no entanto, não teve data de lançamento revelada. 